# Andrei Ippolitowitsch Wilkizki

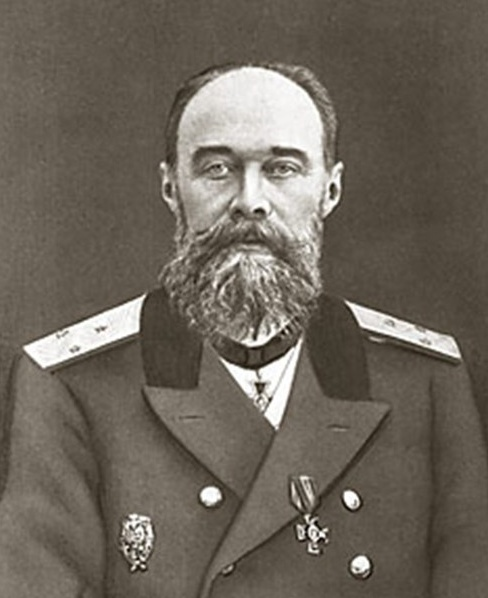
Andrei Ippolitowitsch Wilkizki vor 1913

Andrei Ippolitowitsch Wilkizki (russisch Андрей Ипполитович Вилькицкий; * 1. Junijul. / 13. Juni 1858greg. nahe Minsk; † 26. Februarjul. / 11. März 1913greg. in Sankt Petersburg) war ein russischer Hydrograph und Geodät.

## Leben
Bis 1880 absolvierte Wilkizki die Marineakademie St. Petersburg.
1887 führte er auf Nowaja Semlja Gravitationsstudien durch.
Mit Unterbrechungen beaufsichtigte er von 1894 bis 1901 hydrographische Studien im Mündungsdelta von Petschora und Jenissei.
Von 1907 bis zum Ende seines Lebens arbeitete Wilkizki in der Verwaltung. Er organisierte die Hydrographische Expedition des Nördlichen Eismeers und berief Iwan Sergejew zum Leiter dieser Expedition. Er widmete sich zeit seines Lebens der Sicherheit der Seefahrt. So etablierte er zum Beispiel Berechnungsmethoden für Abflussganglinien, beschäftigte sich mit der Publikation moderner Seekarten, dem Bau von Leuchttürmen und der Erschaffung von Seezeichen. Wilkizkis Studien hatten großen Einfluss auf die russische Marine.
Nach Wilkizki wurden die drei Wilkizki-Inseln und zwei Inselgruppen benannt.
Andrei Wilkizki war der Vater des Marineoffiziers und Hydrographen Boris Wilkizki.